# أوسينو غي
أوسينو سيزار غي (مواليد 26 فبراير 1995) هو لاعب كرة قدم سنغالي يلعب في مركز الجناح الأيمن مع نادي الوعب في الدوري القطري الدرجة الثانية.

## مسيرته مع الأندية

### بدايته
وُلد في داكار، وبدأ مسيرته الكروية مع فرق الشباب في نادي دياراف.
في 22 يوليو 2019، أُعلن عن انتقال غاي إلى نادي بورجيس، أحد أندية الدرجة الثانية في فرنسا. إلا أن الصفقة لم تتم، لينتقل بعدها إلى نادي جينيراسيون فوت السنغالي.

### مرحلته في الكويت
في 1 أغسطس 2020، انضم إلى نادي الشباب ومنه بدأت مسيرته في الكويت. في موسم 2021–22 انتقل إلى نادي الجهراء، وفي والموسم الذي تلاه عاد إلى نادي الشباب مرة أخرى، قبل ان يختتم مسيرته في الكويت مع نادي السالمية.

### الوحدات
انضم غاي إلى نادي الوحدات عام 2024، حيث تألق مع الفريق في ذلك الموسم بتسجيله 13 هدفاً في 30 مباراة.

## مسيرته الدولية
في 13 يونيو 2019، تم استعائه لقائمة منتخب السنغال للمحليين للمشاركة في تصفيات أمم أفريقيا 2020 للمحليين.

## وصلات خارجية
- هذه المقالة لا تملك بيانات على ويكي بيانات